# 新居宿

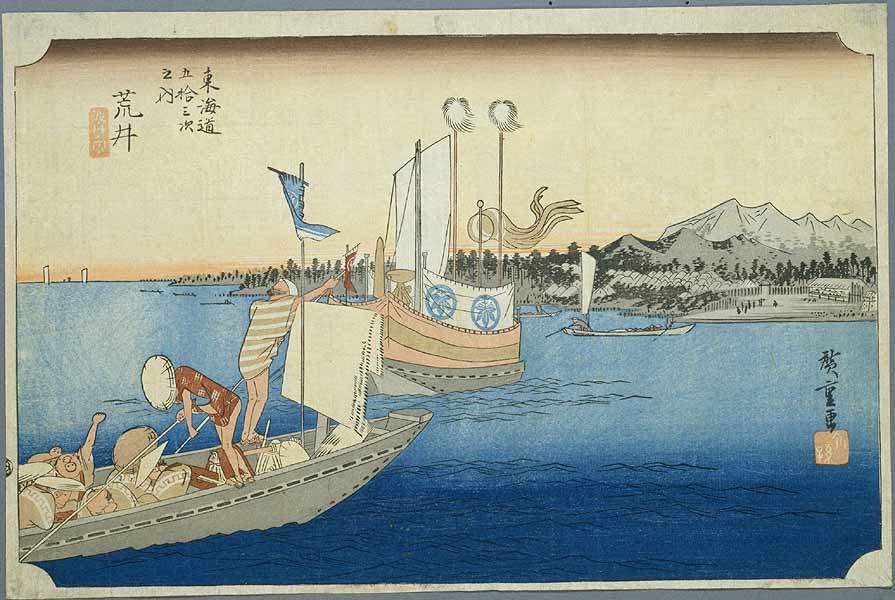
歌川広重『東海道五十三次・荒井』

新居宿（旧名「荒井宿」あらいしゅく）は、東海道五十三次の江戸・日本橋から数えて31番目の宿場。旧国名は遠江国、現在の静岡県湖西市新居町新居に相当する。

## 概要
新居宿は、東海道舞坂宿と白須賀宿の間に設置された宿場町で、江戸・日本橋から数えて31番目の宿場町である。浜名湖西岸の今切口に面した標高約3-5m程の低地に立地し、隣接する新居関所（今切関所）は東に浜名湖口に面していた。新居宿の北から東は浜名湖に、南は遠州灘（太平洋）に面していた。現在の静岡県湖西市新居町新居に相当する。
平安から中世までは、浜名川沿いの浜名橋周辺の橋本宿が繁栄していたが、明応地震・津波の被害により壊滅し、今切・新居地区へ移転した。江戸時代には、浜名湖今切口の対岸にある舞坂宿との間に今切の渡しがおかれ、東海道の要衝のひとつとして今切関所（新居関所）がおかれていた。
現在、浜名湖の埋立てのため、新居関所及び今切口周辺の地形が当時とは大きく変化している。新居関所は、「新居関跡（あらいのせきあと）」として、国の特別史跡に指定された。隣接地に新居関所史料館がある。

## 背景

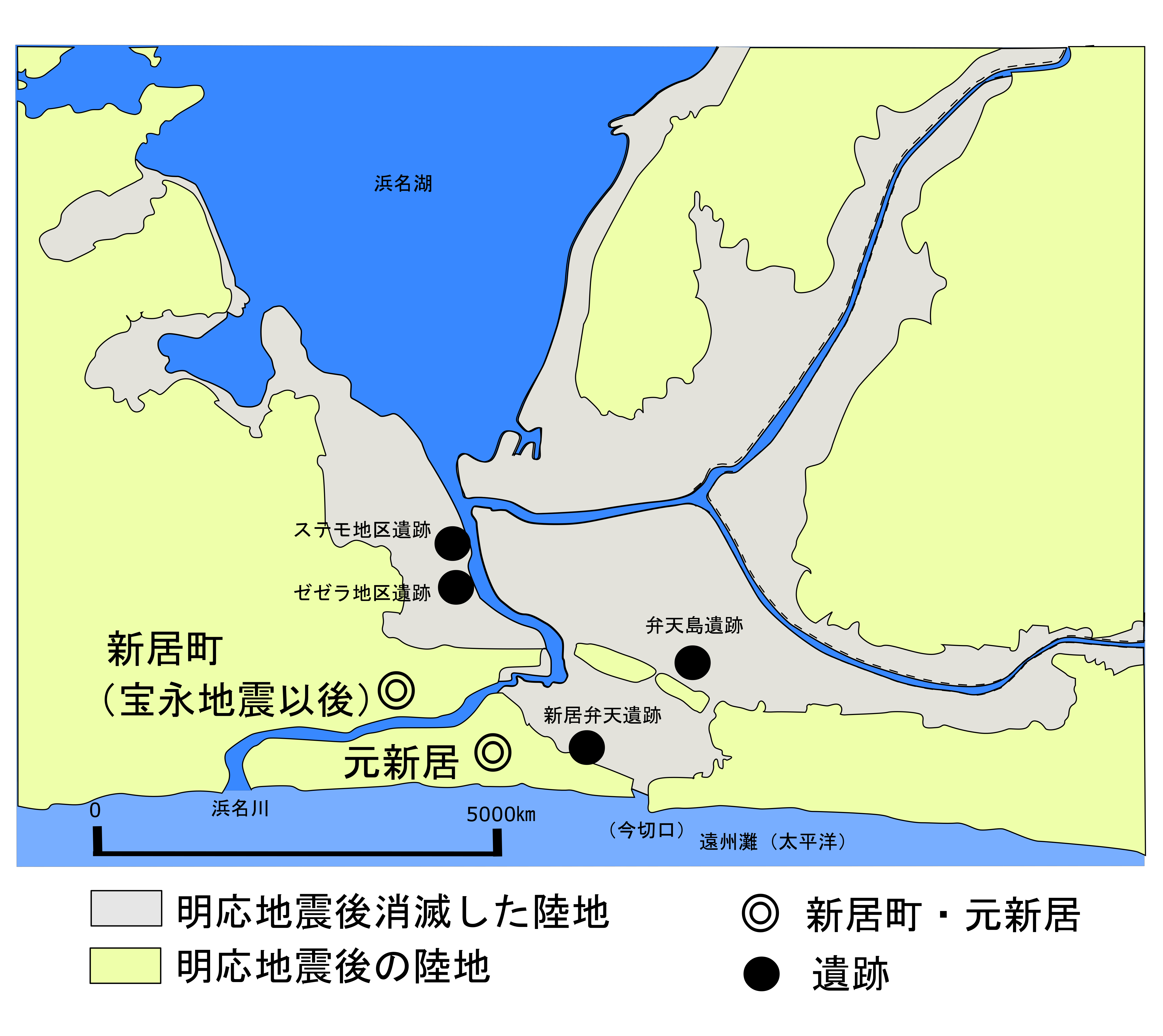
明応地震により消滅した浜名湖の陸地

### 平安から中世の橋本
浜名湖の水を外洋に流出していた浜名川は、阿礼の崎から浜名、小松茶屋を経て帯の湊で遠州灘で外洋に開かれていた。浜名と小松茶屋の間に浜名川の橋（浜名橋）が架けられていた。地名は浜名から橋本、阿礼の崎（あれのみさき）から荒江、帯の湊から松山へと変わった。橋本は、浜名橋による地名で浜名川と東海道が交差した港湾都市であった。鎌倉時代には東海道の要衝として宿が置かれ、応永9年には足利義満により橋本、天龍、大井、富士河、木瀬河は、今川泰範を「奉行職」として管理されていた。
「明応7年8月の地震津波以前の湖口」の絵図によると舞阪（舞坂）と新居は陸続きで、新居の地名の由来となる、阿礼の崎に荒井の集落があり、舞阪（舞坂）は当時前沢と呼ばれていたという。また、『近江国風土記伝』によると、応永12年、文明7年、明応8年の地震の説明にて、その地名がある。

### 地震と橋本
明応7年（1498年）8月25日に明応地震が起こり、遠州灘沿岸は大津波に襲われた。浜名湖開口部は沈下し、今切口が決壊して海水が湖に流入し、塩水湖となった。また、明応地震により橋本は壊滅し、住民は今切・新居地区（荒井）に移転した。その他の橋本での地震の被害は『近江国風土記伝』にて記録がある。
浜名湖水運の拠点は橋本から、今切・新居地区に移ったことを示す記録には、天文22年（1553年）に「今切渡」、弘治3年（1557年）に「新居里宿」が文書にあり、新居を浜名湖水運の拠点とする記録に永禄5年（1562年）の今川氏真朱印状があった。

## 沿革

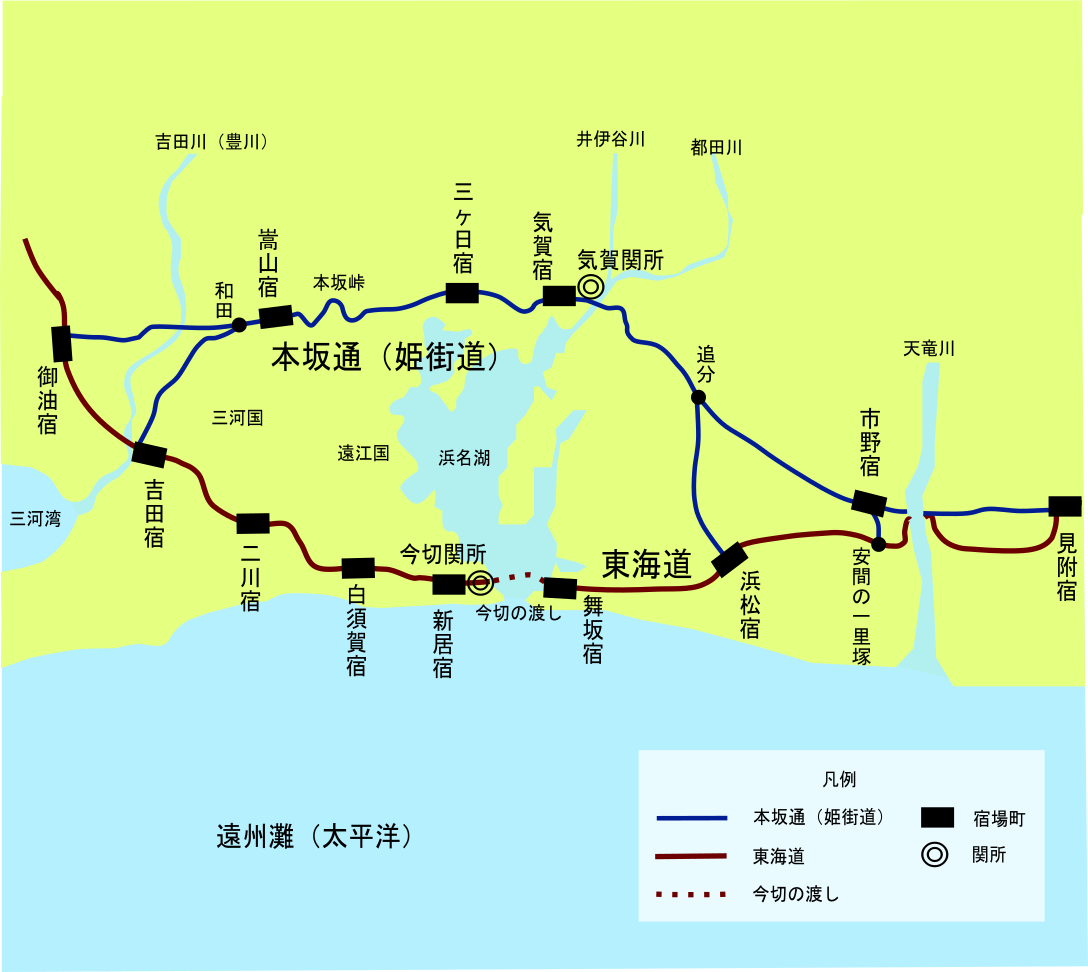
新居関所と浜名湖周辺の主要街道

### 新居宿の設置
近世宿駅の起立は慶長6年（1601年）とされ、後に追加されたものもある新居宿は、東海道の遠州路9宿の内の一つであり、宿駅では人馬継立を行うため、問屋が宿を統轄し、宿・助郷の人馬、継立事務処理を行っていた。しかし、宿駅の力が弱い場合隣接する村落が加宿となり、人馬継立の義務を分担した。
人馬継立は、東海道に伝馬を定めたのは関ケ原合戦直後の慶長6年に各宿常備伝馬36疋、豊臣氏滅亡後の元和2年に75疋、参勤交代確立後の寛永15年（1638年）には100疋となっている。その後、元禄2年（1689年）に助郷改正の下令が下され、元禄7年には助郷制度が確立した。新居宿の常備人馬100人・100疋のうち人足36人・馬36疋は橋本村が引請け一部分担させられていた。
新居宿の助郷高は、文政2年（1819年）に5,705石であり、遠州路最低で（東海道53次中51位）、加宿をもつ宿場町で、加宿は橋本村であった。助郷は新井宿から北西に延びて浜名湖西岸に分布している。

### 宝永地震・津波の被害と影響
元禄12年(1699年)には高潮被害により関所が大破し、新居宿では約120軒が流出した。元禄14年（1701年）に津波のため関所を移転した。その後、宝永4年（1707年）に宝永地震が起こり、地震と津波のため家屋855軒が倒壊または浸水した。新居宿や渡船は大きな被害を受けた。新居の宝永地震の被害は戸数665軒中120軒が流失、1丈程（3m）の津波が3回あり、「関所跡かたなし」との記録が残っている。翌宝永5年（1708年）に関所は現在地に移転した。
今切口の復興と今切関所の流出・移転によって、今切の渡しが27丁（2.9㎞）から1里（約4km）に延長して渡航が不便になったため、旅人は東海道の利用を回避して本坂通を通行するようになった。
翌宝永5年4月に今切口の修復と新居宿の移転は一応の完了をみたが、宝永地震から1年以上経過した後も、東海道に利用者はもどらず復興もままならないことから、宝永6年3月（1709年）に新居宿を始め、浜松・舞阪・白須賀・二川・吉田の6宿は、公的旅行では東海道を利用するよう嘆願書を出した。
10年後の享保2年（1717年）11月になり、本坂道の通行差留となった。しかし、幕府道中奉行の指令にもかかわらず旅人がなかなか東海道筋に戻らなかったという。

### 幕末期の新居宿と助郷
慶応4年（1868年）に「海内一統助郷」の令（東海道七万石助郷）がだされ、助郷制度の改革が始まり、明治2年村高残高四分勤が定められる。これによる新居宿の付属助郷は、遠州43ゕ村が浜名湖周囲に並び西隣する三河国で八名郡18ゕ村、設楽郡32ゕ村、幡豆郡14ゕ村、加茂郡53ゕ村、紀州で名草郡19ゕ村、海士郡34ゕ村であった。その勤高は、遠州で約1万4000石、三州・紀州ではそれぞれ2万3000石で、総計6万石であった
明治3年（1870年）には、付属助郷制の廃止が行われ、明治5年（1872年）に助郷制が廃止され、人馬継立は民間に委託される。そして、明治15年（1882年）に完全に廃止された。

### 宿場廃止以降
明治22年（1889年）には、 町村制施行により敷知郡新居町を設置し、明治29年（1896年）に 郡の再編により浜名郡新居町となった。
明治時代まで、関所の建物が残り、その後学校に転用されたりしながら、保存された。現在、新居に残っている関所の建物は、安政2年（1855年）に再建されたもので、日本に唯一現存する関所の建物として「新居関跡」として国の特別史跡に指定されている。
2014年（平成26年）10月6日、発掘調査によって大御門や土塁の遺構が出土した桝形広場が、特別史跡に追加指定された。
新居関所史料館が、関所に隣接している。

## 交通路・関所

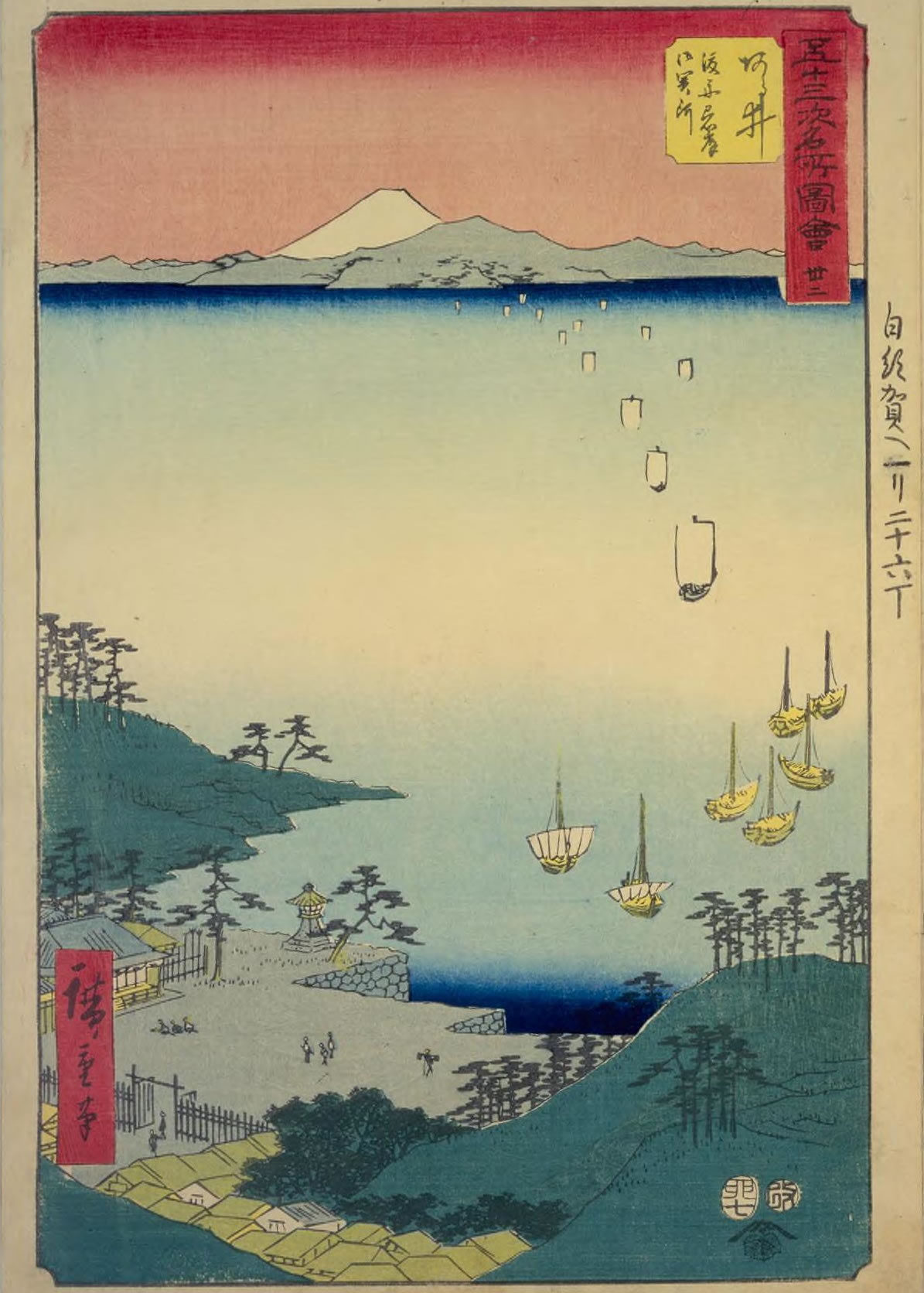
『五十三次名所図会　丗二　荒井』、渡舟着岸 御関所

新居と舞阪を結ぶ様子は、歌川広重の「東海道五十三次 荒井」では今切の渡しが、また「五十三次名所図会　丗二　荒井」では今切の渡しと関所が描かれている。

### 今切の渡し
明応7年（1498年）8月25日に、明応地震が起こり、遠州灘沿岸は津波に襲われた。津波により浜名湖開口部が沈下し、今切口が決壊して、湖に海水が流入し、浜名湖は塩水湖となった。そのため、浜名湖の今切口を通過するための舞坂ー新居間を結ぶ渡船である今切の渡しが置かれていた。
始めは幕府自身が管理していたが、元禄15年（1702年）以降には、吉田城主が今切の渡しの管理を委任された。
今切の渡しは、新居宿の水夫360人、舟数120艘をもって行われ、一部が舞坂宿に常駐、渡船・輸送していた。しかし、大通行の際、今切渡船の常備船が新居宿だけでは足りず、文久3年(1863年)将軍上洛の時は大沢領では堀江村15艘・和田村5艘・白須村25艘・村櫛村40艘が出動している。
新居から対岸の舞坂との間は約6キロ離れていたが、宝永4年（1707年）の宝永地震の津波被害により今切口の復興と今切関所の流出と移転によって、舞坂宿と荒井宿を結ぶ航路であった今切の渡しが27丁（2.9㎞）から1里（約4km）の延長により渡航が不便になったため、東海道の利用を避け本坂道に回避した。
天保期の渡船と船賃は、渡船が８４艘あったが、大通行の際には漁船や周辺の村からの寄船で補った。天保15年（1844年）にて船賃は、人一人18文、荷物一駄53文、借切船417文となっていた。

### 今切関所（新居関所）
新居は浜名湖と遠州灘がつながる開口部にある為、新居から約6キロ離れた対岸の舞坂との間を「今切の渡し」と呼ばれる渡し舟で結ばれていた。こうした地形を自然の要害と考えた徳川家康は、慶長5年（西暦1600年）に渡船場に今切関所（新居関所）を設置して、「入り鉄砲と出女」を水際で厳しく取り締まることにした。今切関所（新居関所）は東海道の通過だけでなく、今切港の検閲も兼ねていた。

## 地震・津波の被害
中世から江戸時代に新居宿を含む浜名湖周辺では、地震・津波被害にあった。
明応地震（明応7年）では、浜名湖開口部の沈下、今切口の決壊、橋本の壊滅により今切・新居地区への移転をもたらした。宝永地震（宝永4年）では、津波による被害にて関所の移転、今切の渡しの航路の延長により東海道の往来者は本坂通へ回避するようになった。『江府京駿雑志』には、新居（荒井）の被害状況と本坂通（本坂）への回避が記録されている。
その他にも、地震・津波の被害の記録は残されており、慶長10年（1605年）の慶長地震、嘉永7年（1854年）の安政東海地震などがある。安政2年の文書には以下のようなものがあり、
安政東海地震の被害により、東海道の交通を避け本坂道（本坂越）の利用が記録されている。
| 地震         | 年       | 年   | 場所         | 死者                   | 家屋倒壊数                                             | 震度 | 津波  | その他                                 |
| ------------ | -------- | ---- | ------------ | ---------------------- | ------------------------------------------------------ | ---- | ----- | -------------------------------------- |
| 明応地震     | 明応7年  | 1498 | 荒居（新居） |                        | 流出約100                                              | 6    | 6～8m | 橋本・日ヶ崎・北山で各約1000軒流出     |
| 明応地震     | 明応7年  | 1498 | 浜名湖周辺   | 一万余人溺死           | 数千軒流失                                             | 6    | 6～8m | 浜名湖南部を中心に陸地30haが海になった |
| 慶長地震     | 慶長10年 | 1605 | 橋本         | 死傷者が少なからずあり | 100軒のうち流失80                                      | 6    | 5～6m | 馬の死傷                               |
| 宝永地震     | 宝永4年  | 1707 | 新居         | 溺死者24人             | 850のうち半壊502、流出241 (戸数665のうち流出120）、    | 6-7  | 3～5m | 関所跡かたなし船舶90流出、船199破損    |
| 安政東海地震 | 嘉永7年  | 1854 | 新居         | 溺死者14人             | 倒壊12，流失 8，土蔵23，寺 3、 半壊58，破損214，土蔵 9 | 6    | 5～9m | 関所が大破                             |

## 名所・旧跡・接続道路等

### 史跡・旧跡
新居関跡（あらいのせきあと）（国の特別史跡）
新居関所を参照。新居関所史料館
旅籠紀伊国屋（湖西市指定文化財建造物）　
新居宿では最大規模を誇った老舗旅館。紀州藩の御用宿であり、浪花講など各種の講の定宿であった。旅館廃業後は紀伊国屋資料館として保存、公開されている。
その他
小松楼まちづくり交流館（国の登録有形文化財）、一里塚跡、棒鼻跡、風炉の井がある。

### 隣の宿（東海道）
舞阪宿 - （今切の渡し) - 新居関所 - 新居宿 - 白須賀宿

## 「新居宿」ギャラリー

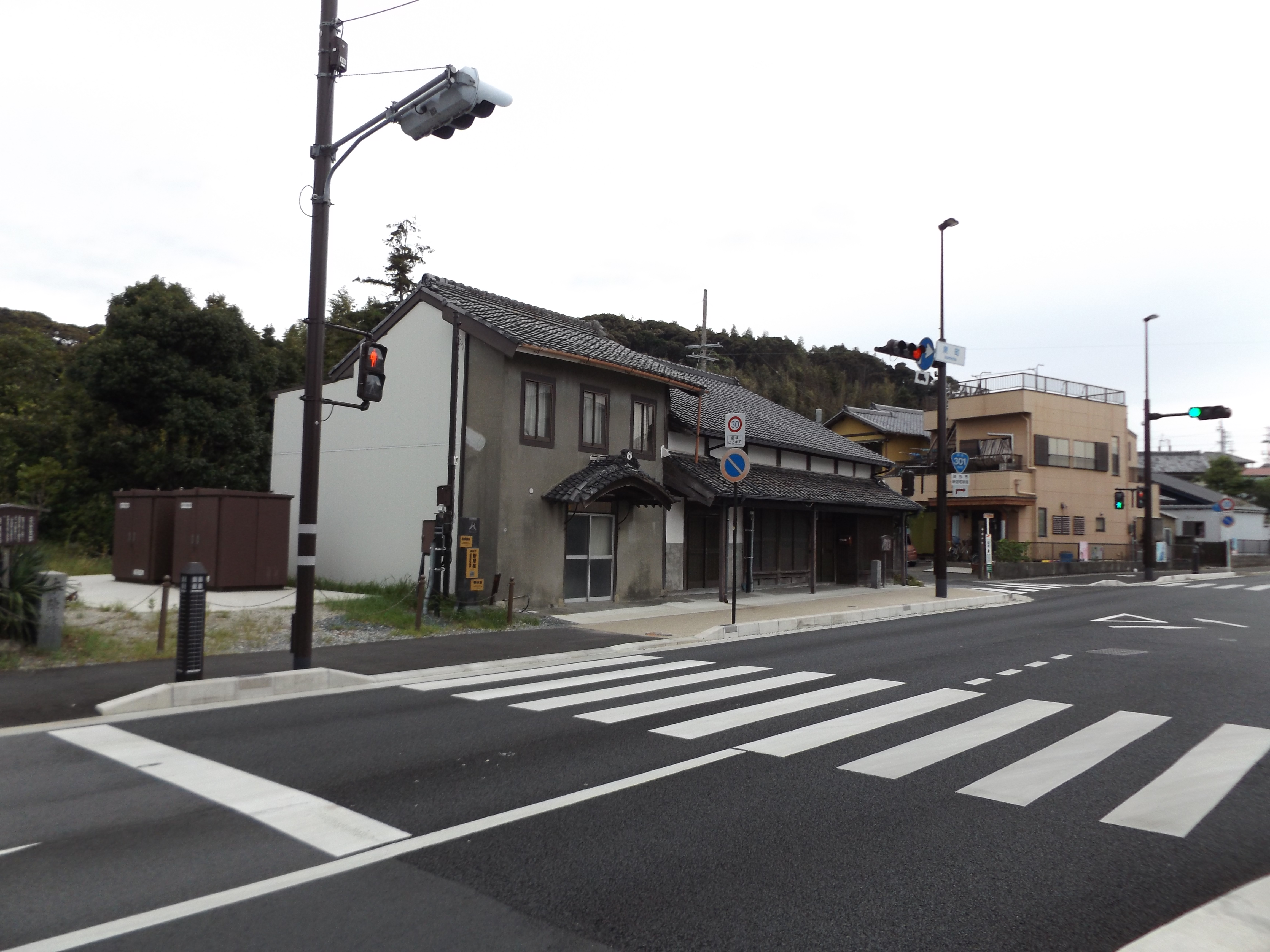
荒井宿本陣跡
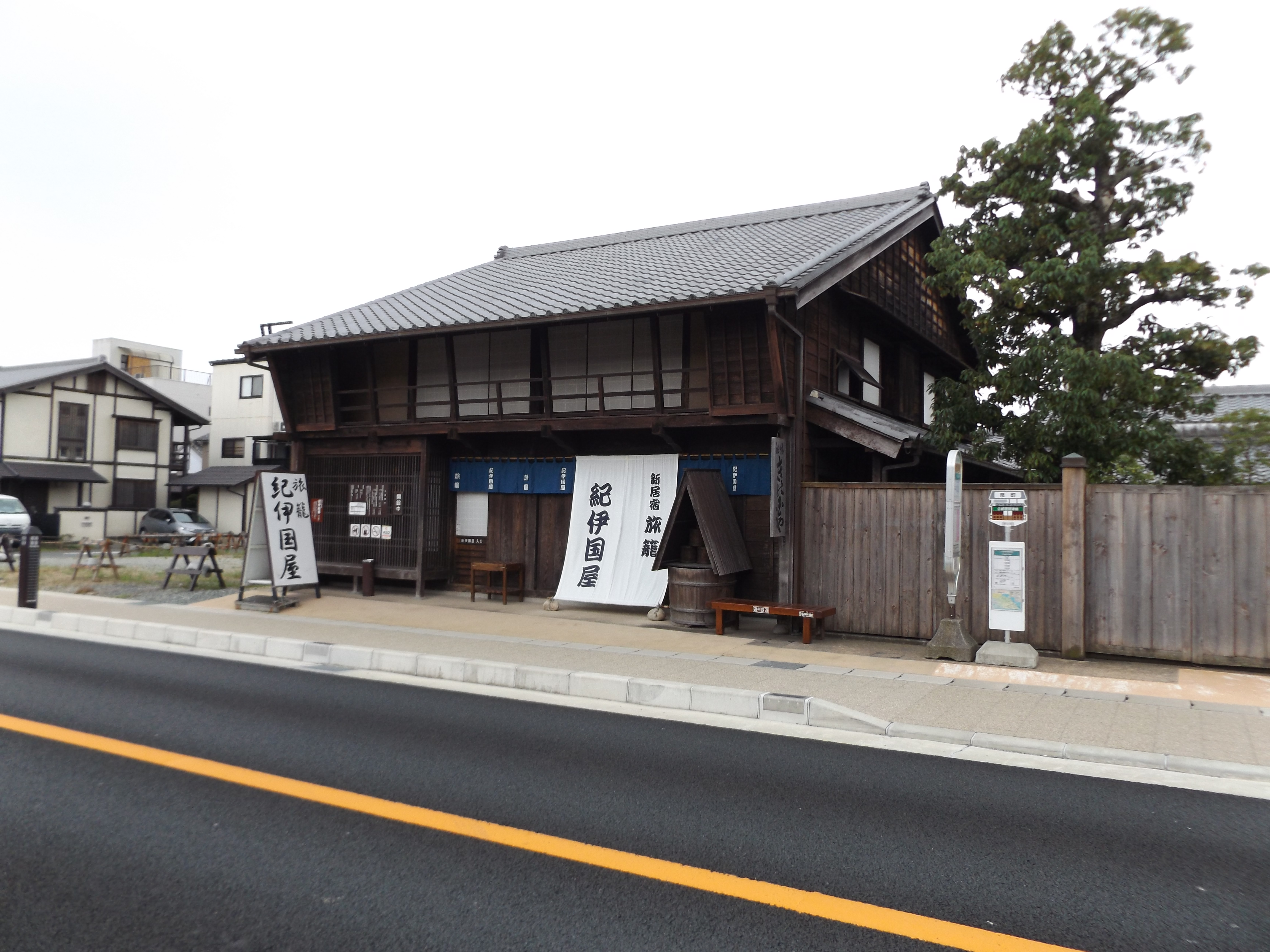
旅籠「紀伊国屋」
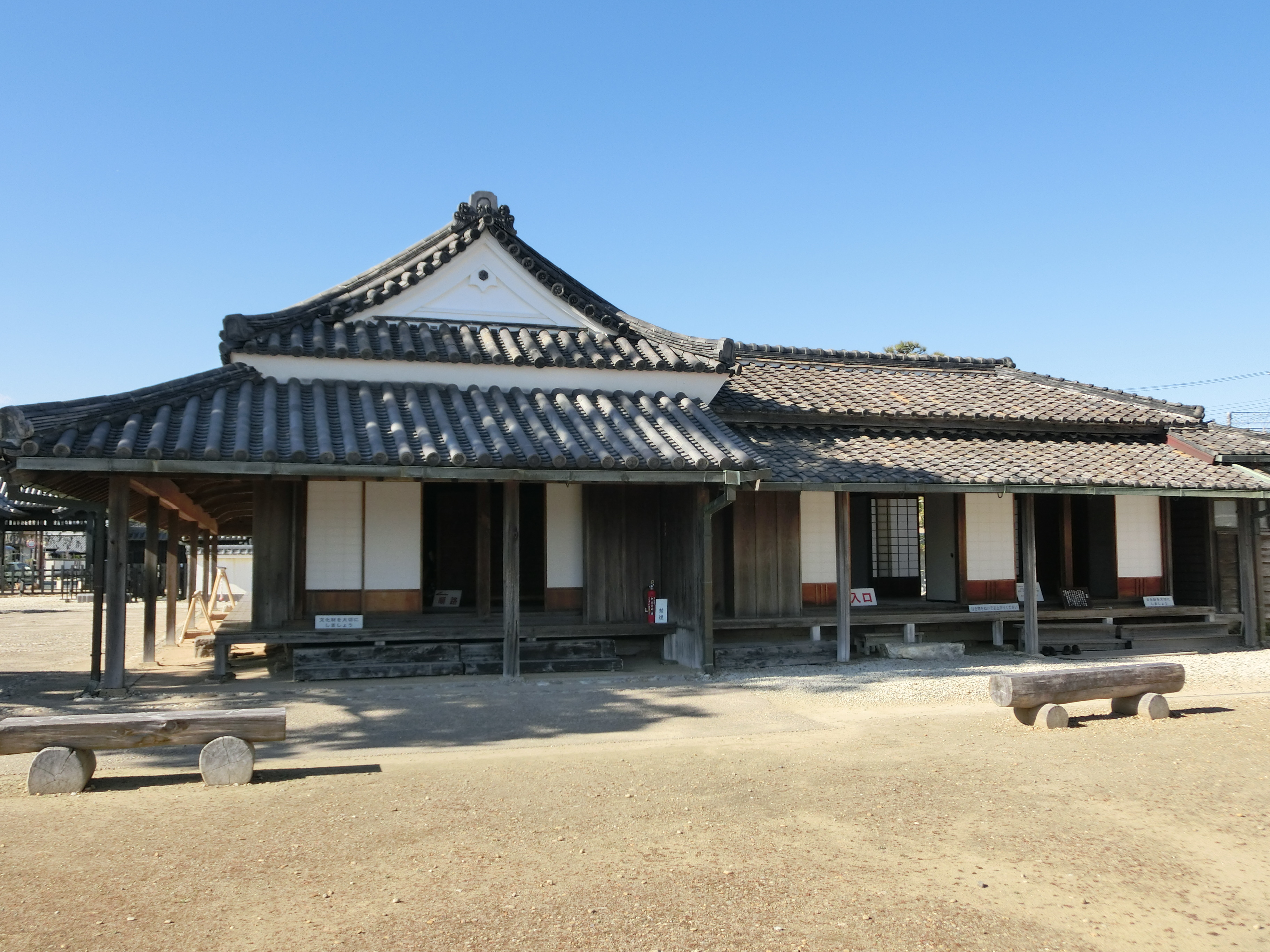
特別史跡「新居関跡」

## その他

### 最寄り駅
- 東海旅客鉄道（JR東海）東海道本線 新居町駅

## 引用文献

### 文献
- 飯田汲事「歴史地震の研究 (3)  明応 7 年 8 月 25 日(1498 年 9 月 20 日)の地震及び津波災害について」『愛知工業大学研究報告. B, 専門関係論文集』15、愛知工業大学、1980年、171-177頁。
- 飯田汲事「歴史地震の研究 (4)  慶長 9 年 12 月 16 日(1605 年 2 月 3 日)の地震及び津波災害について」『愛知工業大学研究報告. B, 専門関係論文集』16、愛知工業大学、1981年、159-164頁。

- 飯田汲事「歴史地震の研究 (5)  宝永 4 年 10 月 4 日(1707 年 10 月 28 日)の地震及び津波災害について」『愛知工業大学研究報告. B, 専門関係論文集』17、愛知工業大学、1982年、143-157頁。
- 飯田汲事「歴史地震の研究 (6)  嘉永 7 年（安政元年） 11 月 4 日(1854 年 12 月 23 日)の安政東海地震の震害・震度分布および津波災害」『愛知工業大学研究報告. B, 専門関係論文集』20、愛知工業大学、1985年、167-182頁。
- 飯田汲事「愛知県及び隣接県被害津波史」　、『東海地方地震･津波災害誌(飯田汲事教授論文選集)』、飯田汲事教授論文選集発行会、1985年、.669-789頁。
- 児玉幸多編「第四章　遠州灘の道」『愛蔵版　江戸時代図誌　第15巻　東海道二』、筑摩書房、95-118頁。
- 佐々木清治 「宿場町と助郷村との関係」、『歴史地理学紀要/日本歴史地理学研究会【編】』第26巻、歴史地理学会編、歴史地理学会・古今書院、1984、147-170頁。
- 東京大学地震研究所『新収 日本地震史料』続補遺別巻、東京大学地震研究所、1981年。
- 都司嘉宣「浜名湖今切口の変遷」.『防災科学技術』 35、1979年、15-20頁.
- 羽鳥徳太郎 「第2章　宝永地震による被害とその後、第3節 津波災害の概観」、『災害教訓の継承に関する専門調査会報告書　 1707 宝永地震 』、内閣府（防災担当）、2014年、28-38頁。
- 浜松市 著、浜松市役所 編『浜松市史』 2巻、浜松市役所、1971年。全国書誌番号:73004094。2016年12月4日閲覧。
- 松浦律子「第2章　宝永地震による被害とその後、第2節　各地の被害と救援や復興策」、『災害教訓の継承に関する専門調査会報告書　 1707 宝永地震 』、内閣府(防災担当)、2014年、23-27頁。
- 矢田俊文(2005)「[講演記録] 1498 年明応東海地震の津波被害と中世安濃津の被災」、『歴史地震』第20号、歴史地震研究会、2005年、 9-12 頁。
- 渡辺和敏「近世関所の諸形態」、『法政史学』第23巻、法政大学史学会、1971年、 17-26頁。

### ウェブサイト
- “国指定文化財等データベース・・・国宝、重要文化財”. 新居関跡.   文化庁 (2016年11月22日). 2016年11月22日閲覧。

- ““ふじのくに静岡県公式ホームページ”.”. 新居関所現存する日本唯一の関所建物.   静岡県 (2016年2月5日). 2016年11月13日閲覧。
- “浜名湖西岸のまち、湖西”. 新居関所.   湖西市観光振興協議会 (2016年11月16日). 2016年11月20日閲覧。